# Serafin (Lade)
Serafin, imię świeckie Alfred Lade lub Karl Georg Albert Lade (ur. 4 czerwca 1883 w Lipsku, zm. 14 września 1950 w Monachium) – metropolita Rosyjskiego Kościoła Prawosławnego poza granicami Rosji.

## Życiorys
Urodzony w Lipsku w rodzinie protestanckiej, w 1904 przeszedł na prawosławie. Żonaty z Mariną Iwanową, przez osiem pierwszych lat swojej kariery duchownej był białym duchownym. W latach 1907–1912 był jednym z kapłanów w soborze w Nowogrodzie Wołyńskim. W 1916 ukończył studia w akademii duchownej w Petersburgu, według niektórych źródeł przez trzy lata po uzyskaniu dyplomu pracował jako wykładowca języka niemieckiego w seminarium duchownym w Charkowie, jak również służył w parafiach eparchii charkowskiej. W 1920 stracił żonę i cztery lata później złożył śluby zakonne. Był już wtedy czynnym zwolennikiem ruchu Żywej Cerkwi, w której w 1923 lub w 1924 niekanonicznie otrzymał chirotonię biskupa charkowskiego, zaś w 1927 został przeniesiony na katedrę achtyrską.
W 1929 lub w 1930 za zgodą władz radzieckich wyjechał do Niemiec, gdzie – być może na osobiste polecenie metropolity Antoniego (Chrapowickiego) – został przyjęty w poczet kapłanów Rosyjskiego Kościoła Prawosławnego poza granicami Rosji. Jego święcenia biskupie uznano za ważne; w tym samym roku mianowany biskupem monachijskim i bawarskim (według innych źródeł: poczdamskim lub tegelskim), zaś w 1938 podniesiony do godności metropolity berlińskiego i niemieckiego (według innych źródeł, bp Serafin otrzymał godność metropolity w 1942). Po podbiciu Polski przez III Rzeszę zarządzał całym Kościołem prawosławnym na ziemiach Generalnego Gubernatorstwa, jednak już 23 września 1940 został odsunięty od tych zadań, gdy metropolita warszawski i całej Polski Dionizy (Waledyński) złożył przed Hansem Frankiem deklarację lojalności wobec władz hitlerowskich. Grzegorz Pelica określa biskupa Serafina jako „umiarkowanie lojalnego” wobec nazistów. Po usunięciu z urzędu wrócił do Monachium, gdzie w 1950 zmarł.